# Liste der Baudenkmäler im Kreis Siegen-Wittgenstein
Die Liste der Baudenkmäler im Kreis Siegen-Wittgenstein umfasst:
- Liste der Baudenkmäler in Bad Berleburg
- Liste der Baudenkmäler in Bad Laasphe
- Liste der Baudenkmäler in Burbach
- Liste der Baudenkmäler in Erndtebrück
- Liste der Baudenkmäler in Freudenberg
- Liste der Baudenkmäler in Hilchenbach
- Liste der Baudenkmäler in Kreuztal
- Liste der Baudenkmäler in Netphen
- Liste der Baudenkmäler in Neunkirchen
- Liste der Baudenkmäler in Siegen
- Liste der Baudenkmäler in Wilnsdorf

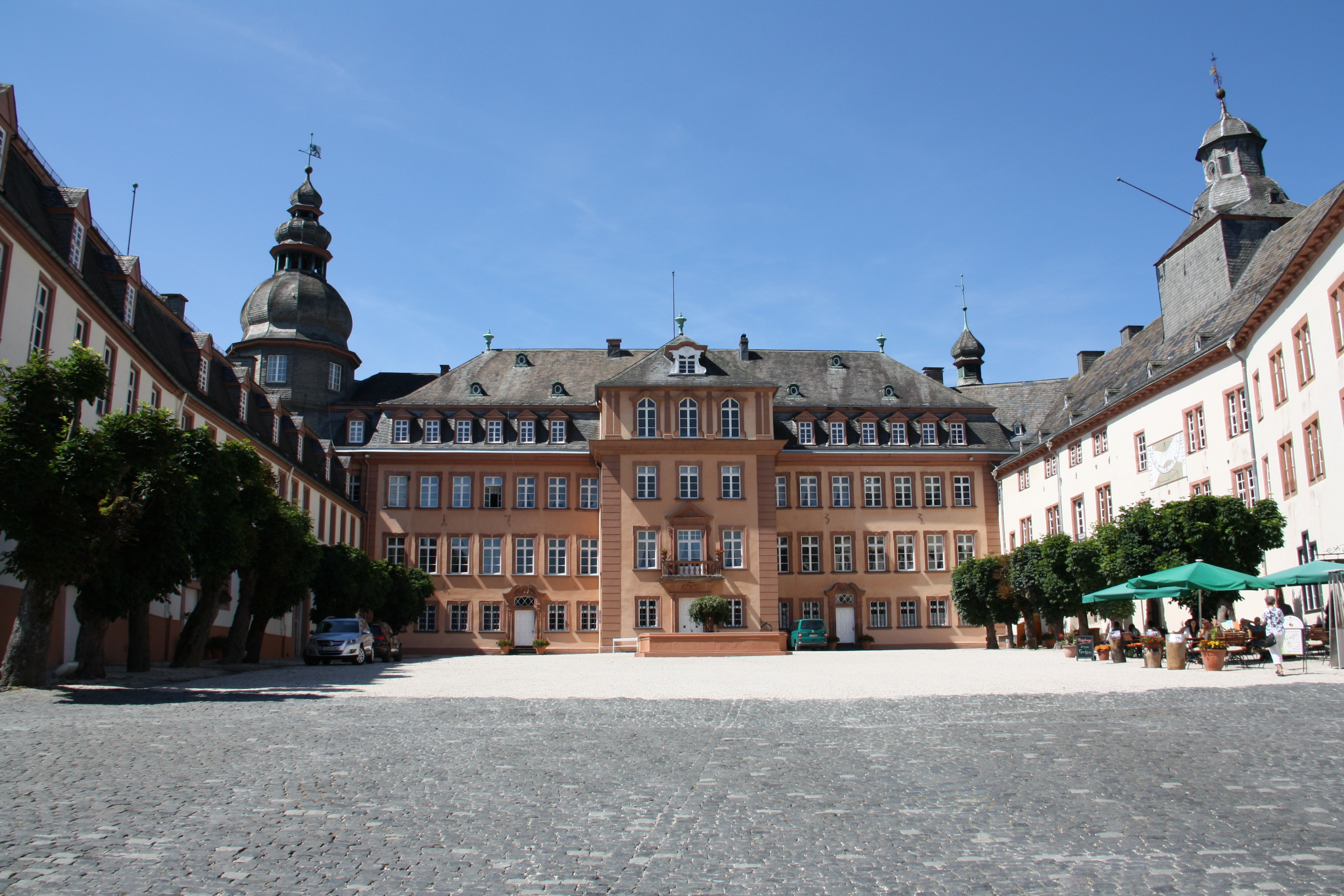
Schloss (Bad Berleburg)
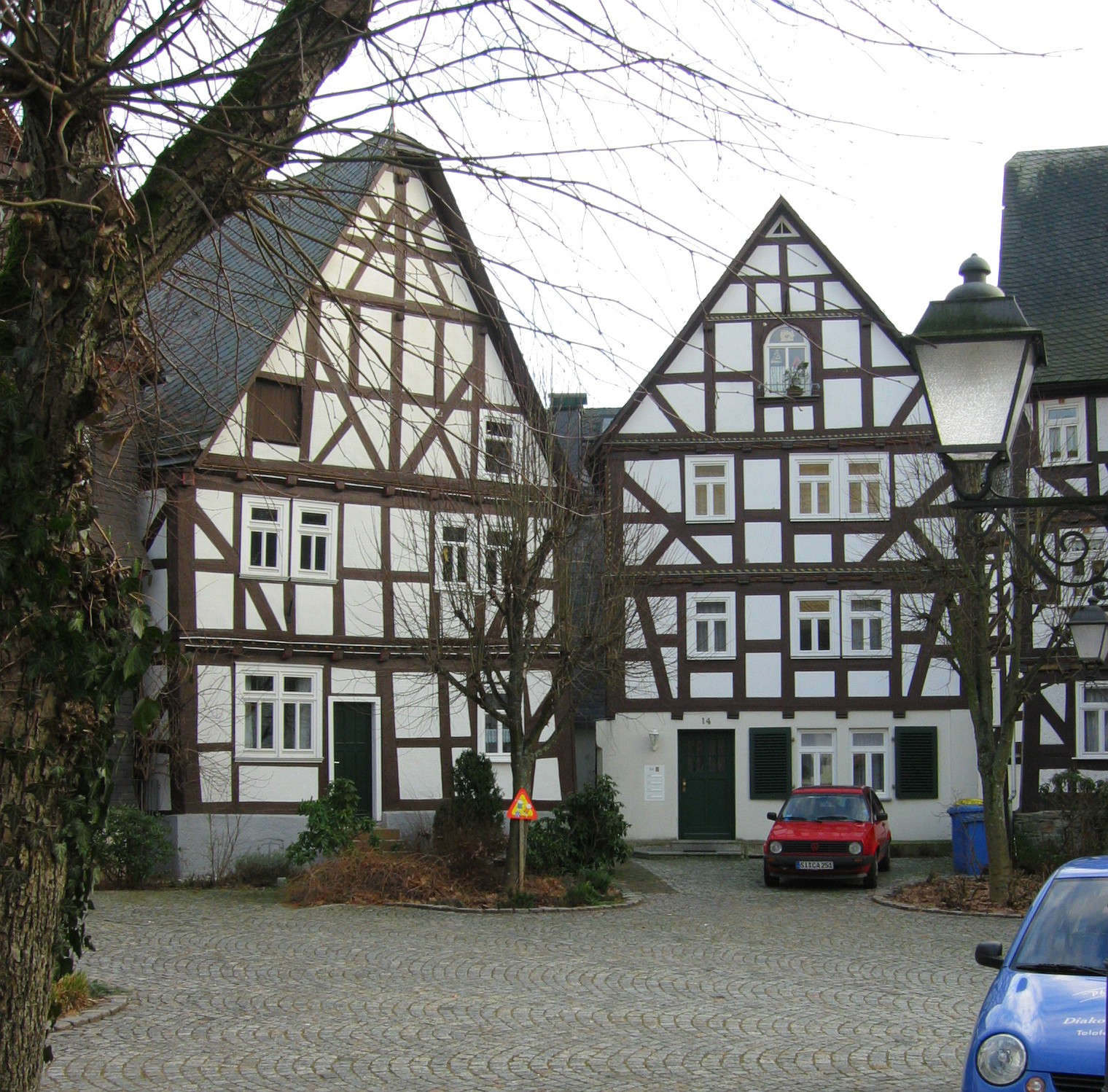
Fachwerkhäuser am Kirchplatz (Bad Laasphe)
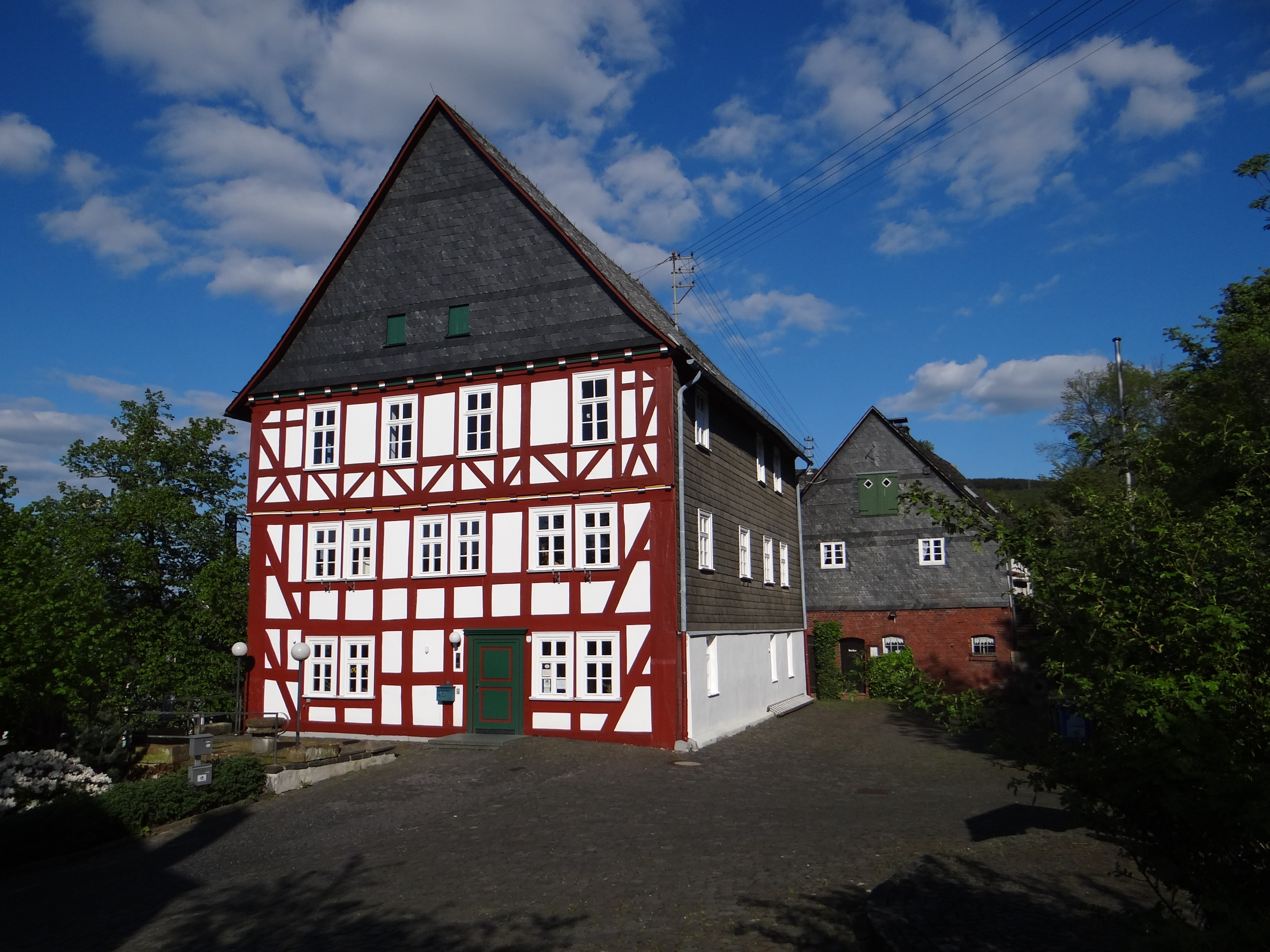
Alte Vogtei (Burbach (Siegerland))
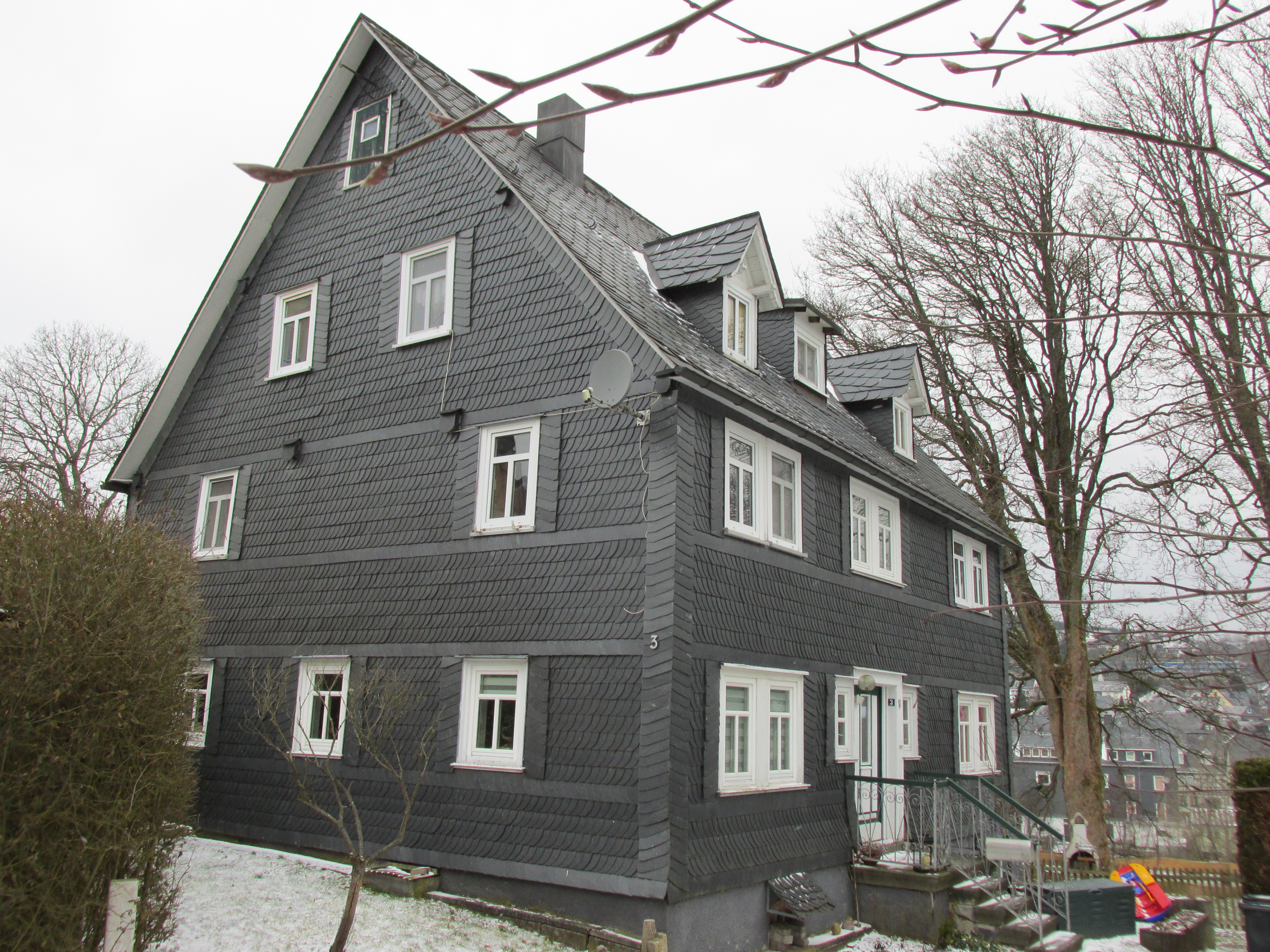
ehem. Pfarrhaus (Erndtebrück)
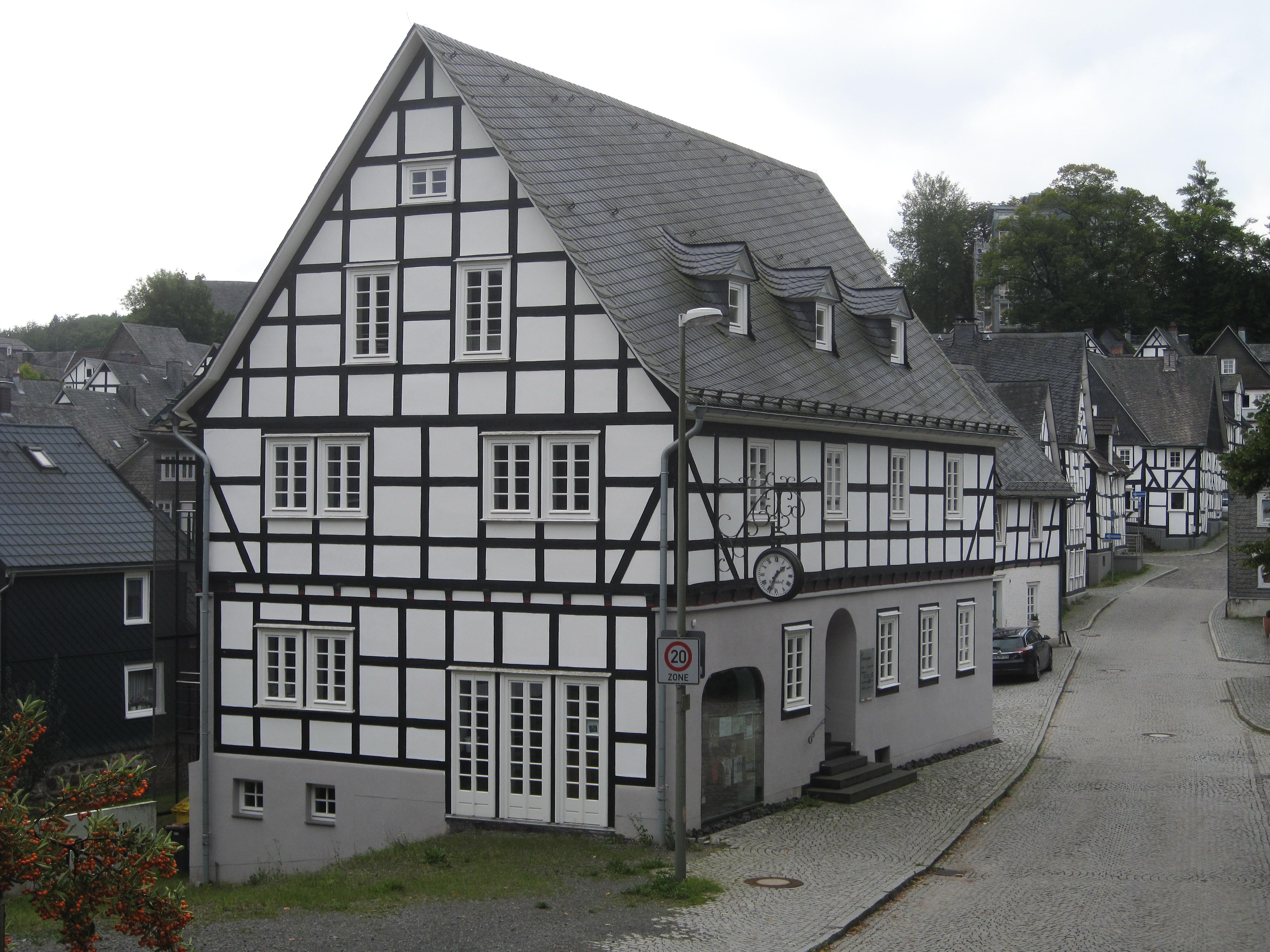
Fachwerkhäuser (Freudenberg)
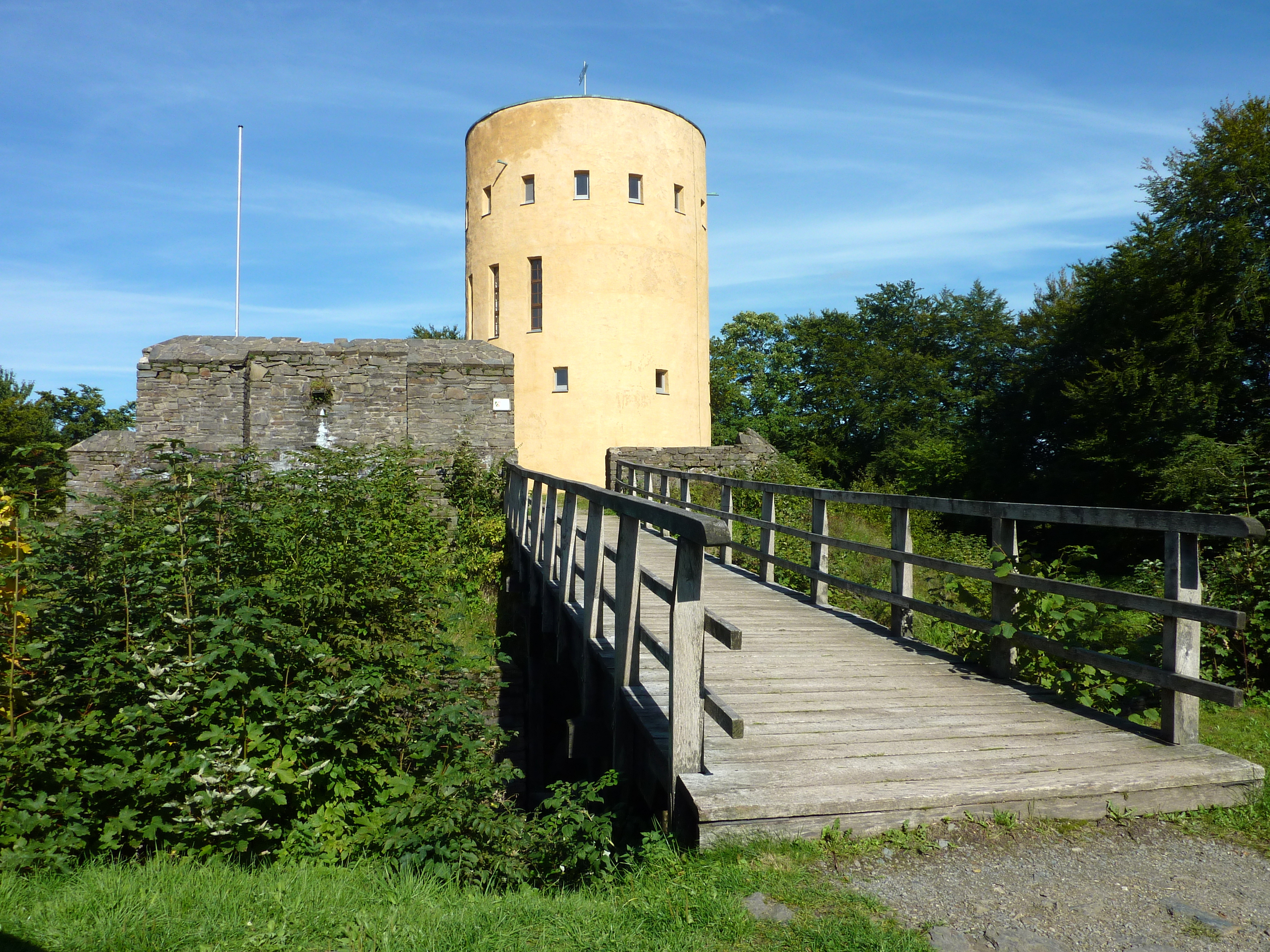
Burgruine Ginsberg Grund (Hilchenbach)
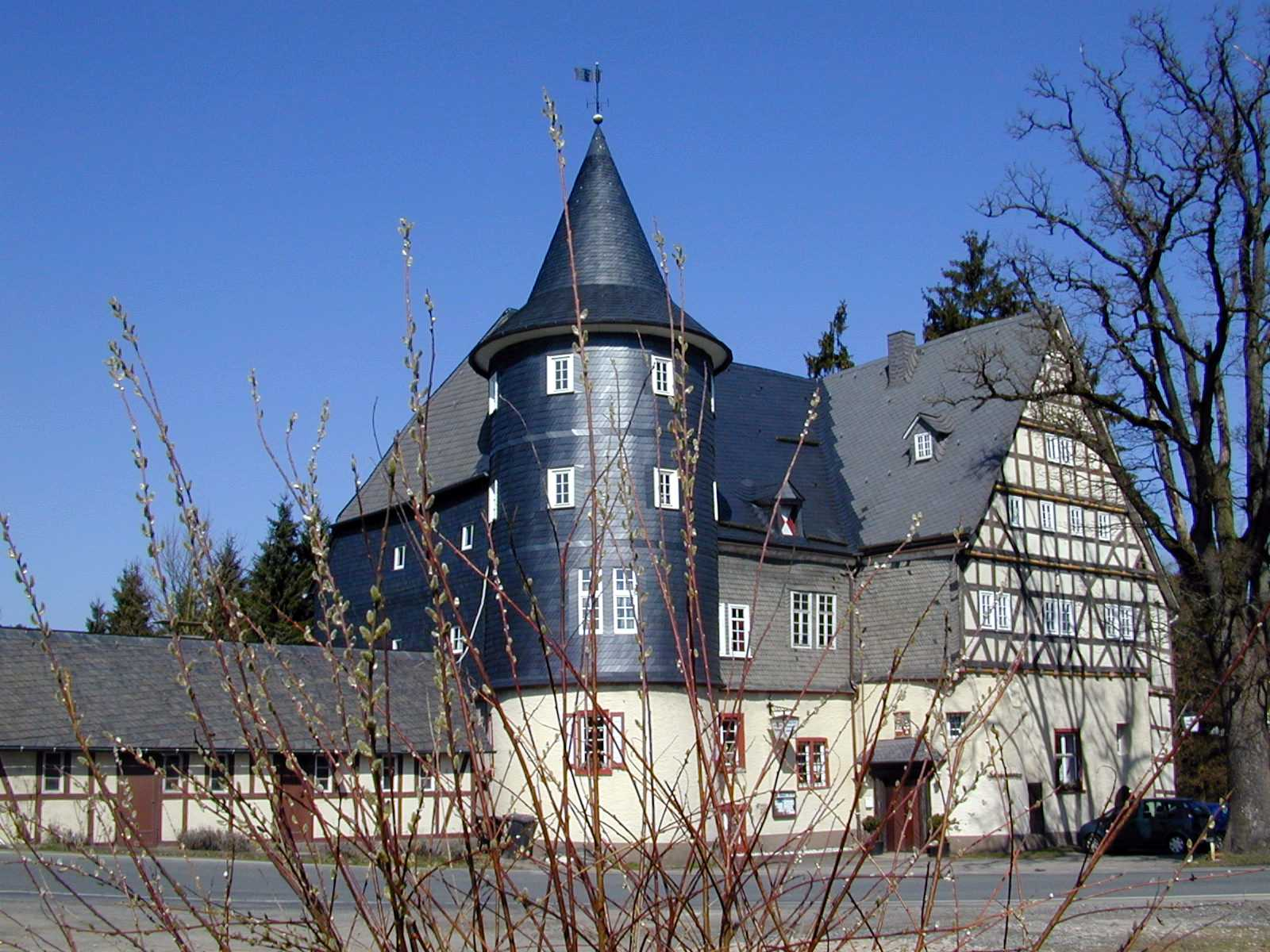
Schloss Junkernhees (1523) (Kreuztal)
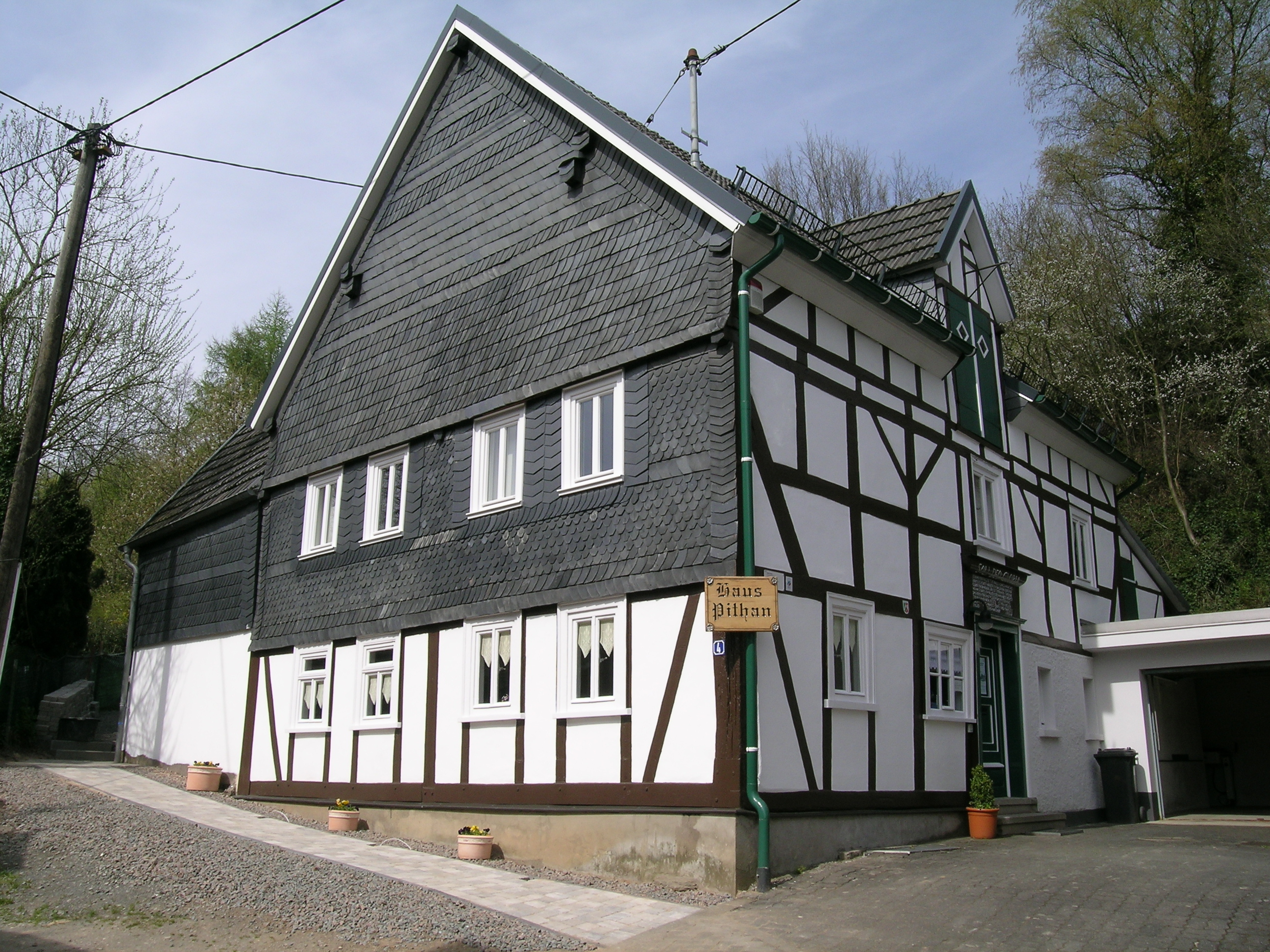
Haus Pithan Dreis-Tiefenbach (Netphen)
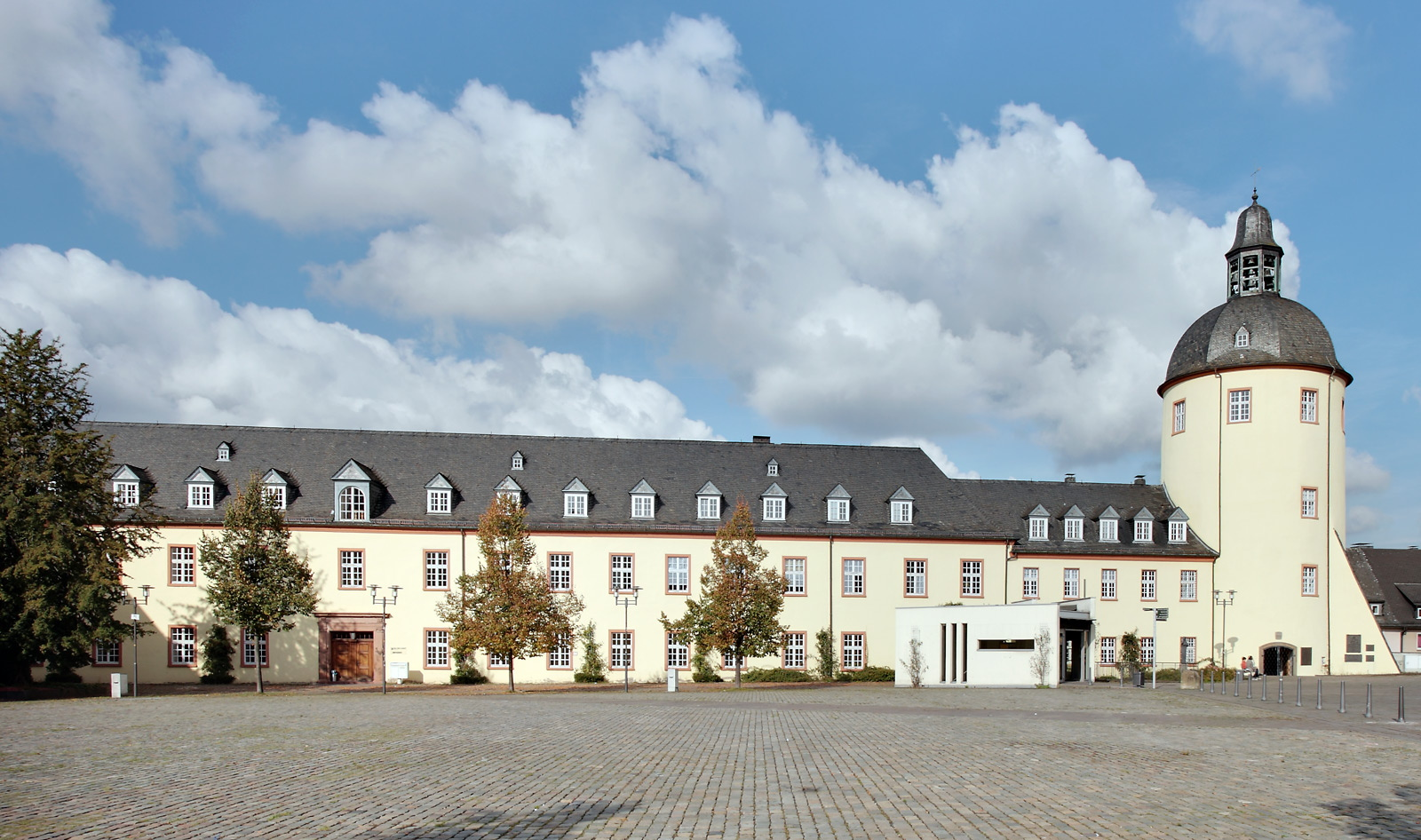
Unteres Schloss (Siegen)
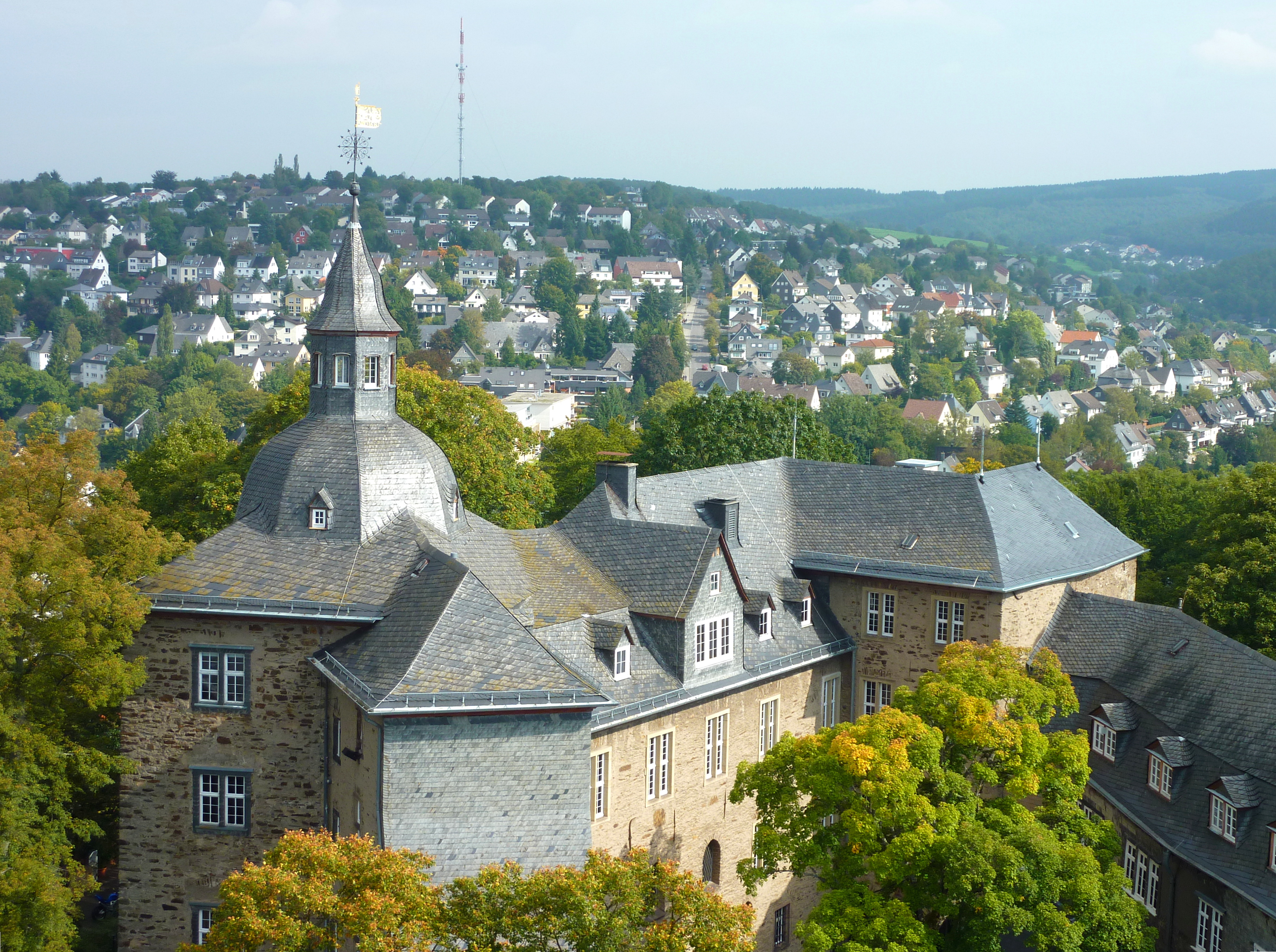
Oberes Schloss (Siegen)
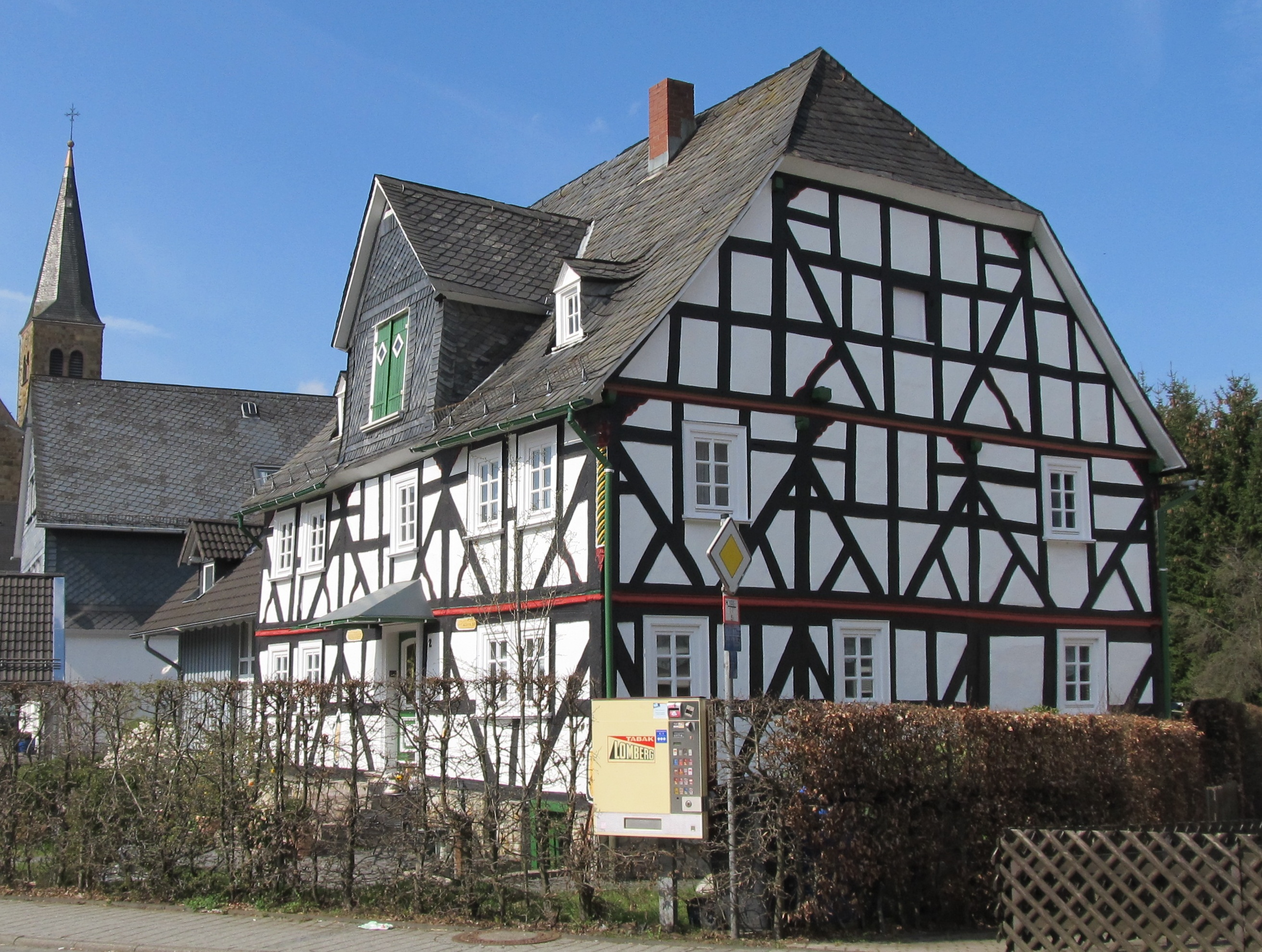
Fachwerkhaus (1766) (Wilnsdorf)
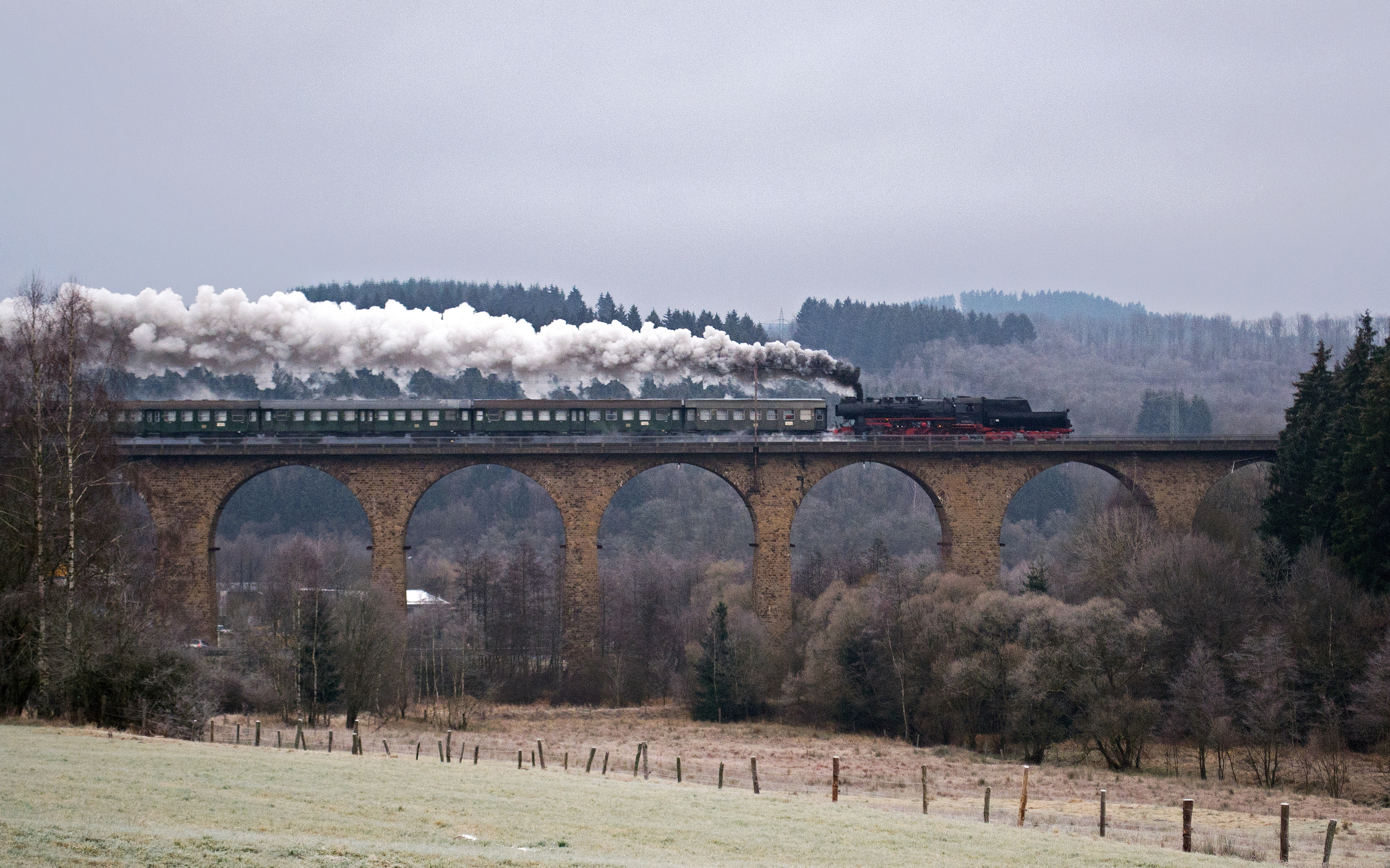
Dampfzug auf dem Rudersdorfer Viadukt (Wilnsdorf)